# 金头缝叶莺
金头缝叶莺（学名：Phyllergates cucullatus）又称栗头织叶莺，为树莺科拟缝叶莺属的鸟类。该物种的模式产地在爪哇。
2022年，为了与其新的分类地位相符，“中国鸟类名录”10.0版将金头缝叶莺中文名修改为金头拟缝叶莺。

## 亚种
- 金头缝叶莺西南亚种（学名：Phyllergates cucullatus coronatus）。在中国大陆，分布于云南、广西等地。该物种的模式产地在锡金邦。[3]